# Sean Connery
Thomas Sean Connery (ur. 25 sierpnia 1930 w Edynburgu, zm. 31 października 2020 w Nassau) – szkocki aktor filmowy, teatralny i telewizyjny oraz producent.
Wystąpił w kilkudziesięciu filmach, m.in. siedmiokrotnie wcielił się w rolę Jamesa Bonda (6 części serii i 1 nieoficjalnej produkcji): Doktor No (1962), Pozdrowienia z Rosji (1963), Goldfinger (1964), Operacja Piorun (1965), Żyje się tylko dwa razy (1967), Diamenty są wieczne (1971) i Nigdy nie mów nigdy (1983). Przez wielu uważany za najlepszego odtwórcę Jamesa Bonda w historii.
Laureat nagrody Oscara dla najlepszego drugoplanowego za film Nietykalni w 1987. Trzykrotny zdobywca Złotego Globu w 1972 (Nagroda Henrietty), 1987 (Najlepszy aktor drugoplanowy za film Nietykalni) i 1995 (Nagroda im. Cecila B. DeMille’a). Dwukrotnie zdobył Nagrodę BAFTA – w 1987 dla najlepszego aktora za film Imię róży oraz w 1998, kiedy otrzymał BAFTA Fellowship. W 1991 został odznaczony francuską Legią Honorową, a w 2000 został uhonorowany tytułem szlacheckim – Knight Bachelor.

## Młodość
Thomas Sean Connery urodził się 25 sierpnia 1930 w szpitalu Royal Maternity Hospital w Edynburgu, a imię otrzymał po pradziadku od strony ojca. Był synem Szkotki Euphemi Maclean oraz Irlandczyka Josepha, sprzątaczki oraz kierowcy ciężarówek i pracownika fabryki przeróbki kauczuku. Matka była protestanką, a ojciec był katolikiem, pochodzącym z Wexford, który przybył do Szkocji w poszukiwaniu pracy. Jego młodszy brat Neil (1938–2021) również był aktorem. Rodzina mieszkała w mieszkaniu bez łazienki w dzielnicy Fountainbridge. W wieku 9 lat rozpoczął swoją pierwszą pracę – rozwoził mleko. Gdy miał 13 lat, zakończył edukację. Później pracował m.in. jako pomocnik rzeźnika i model. W dzieciństwie zaczął używać swojego drugiego imienia – Sean, które brzmiało podobnie do Séamusa – imienia jego irlandzkiego kolegi z tamtego okresu.
W 1946 w wieku 16 lat wstąpił do Royal Navy, w której służył m.in. na HMS Formidable. W królewskiej marynarce wojennej nie umiał się odnaleźć i w 1949 odszedł przy pierwszej okazji z powodu odkrytych wrzodów żołądka, które dotykały również innych mężczyzn w jego rodzinie. Po odejściu z armii pracował m.in. przy produkcji trumien, był ratownikiem na basenie, ochroniarzem i pomocnikiem mechanika w drukarni. Mając 18 lat, zajął się kulturystyką – trenował w Dunedin Weightlifting Club, a jednym z ważniejszych jego sukcesów w tej dziedzinie było zajęcie trzeciego miejsca w konkursie Mister Universe w 1953. Następnie dostał się do chórku marynarzy.
Grał także w piłkę nożną na pozycji skrzydłowego w lokalnym klubie Bonnyrigg Rose, był także na testach w klubie East Fife. W 1953 odrzucił propozycję kontraktu wynoszącego 25 funtów tygodniowo ze strony Manchesteru United zaproponowaną mu przez ówczesnego trenera drużyny, Matta Busby’ego, który obserwował mecze jego drużyny, wybierając aktorstwo, co określił później jako „jedno z najbardziej inteligentnych posunięć”.

## Kariera

### Początki

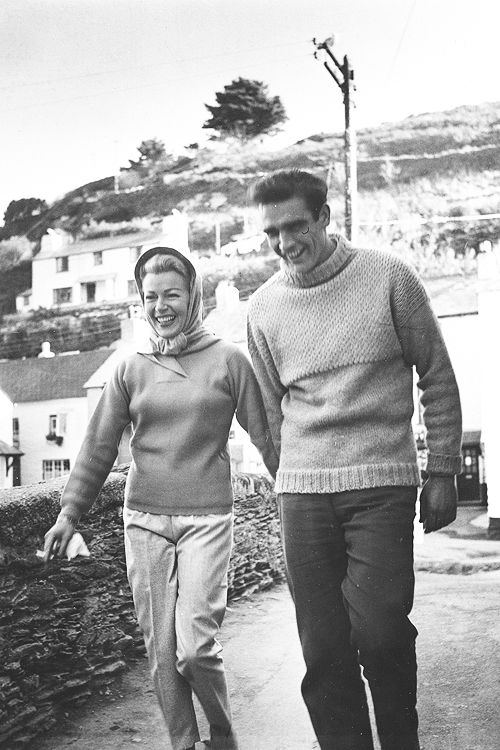
Sean Connery i Lana Turner na planie filmu Inne miejsce (1957)

W połowie lat 50. zajął się aktorstwem. Mimo braku talentu tanecznego, zagrał m.in. małą rolę w musicalu South Pacific w 1954. Podczas produkcji musicalu spotkał Michaela Caine’a, z którym później blisko się przyjaźnił. Podczas pobytu w Manchesterze, pod wpływem aktora Roberta Hendersona zainteresował się sztuką, a Henderson pożyczył mu m.in. dzieła takich klasyków Proust, Tołstoj czy Joyce. W wywiadzie z 1992 stwierdził: „Spędziłem moją trasę koncertową South Pacific w każdej bibliotece w Brytanii, Irlandii, Szkocji i Walii”. W 1954 rozpoczął swoją karierą filmową, występując w filmie musicalowym pt. Lilacs in the Spring. Później zaczął występować w wielu serialach, grając epizodyczne role m.in. w Dixon of Dock Green, a także The Jack Benny Program.
W maju 1958 odbyła się premiera filmu z jego udziałem pt. Inne miejsce, w którym wystąpił obok Lany Turner. Podczas kręcenia filmu Connery najpierw wykręcił rękę, a później pobił partnera Turner, gangstera Johnny’ego Stompanato, który podejrzewał swoją kochankę o romans z aktorem i z tego powodu wszczął awanturę na planie filmowym. W 1959 zagrał jedną z głównych ról w filmie produkcji Walt Disney Pictures pt. Darby O'Gill i krasnoludki w reżyserii Roberta Stevensona, a jego udany występ jako Michael McBridge sprawił, że później stał się jednym z kandydatów do obsadzenia roli Jamesa Bonda. W 1961 wystąpił w roli Wrońskiego w filmie Anna Karenina, obok Claire Bloom, która wcieliła się w tytułową bohaterkę.

### James Bond

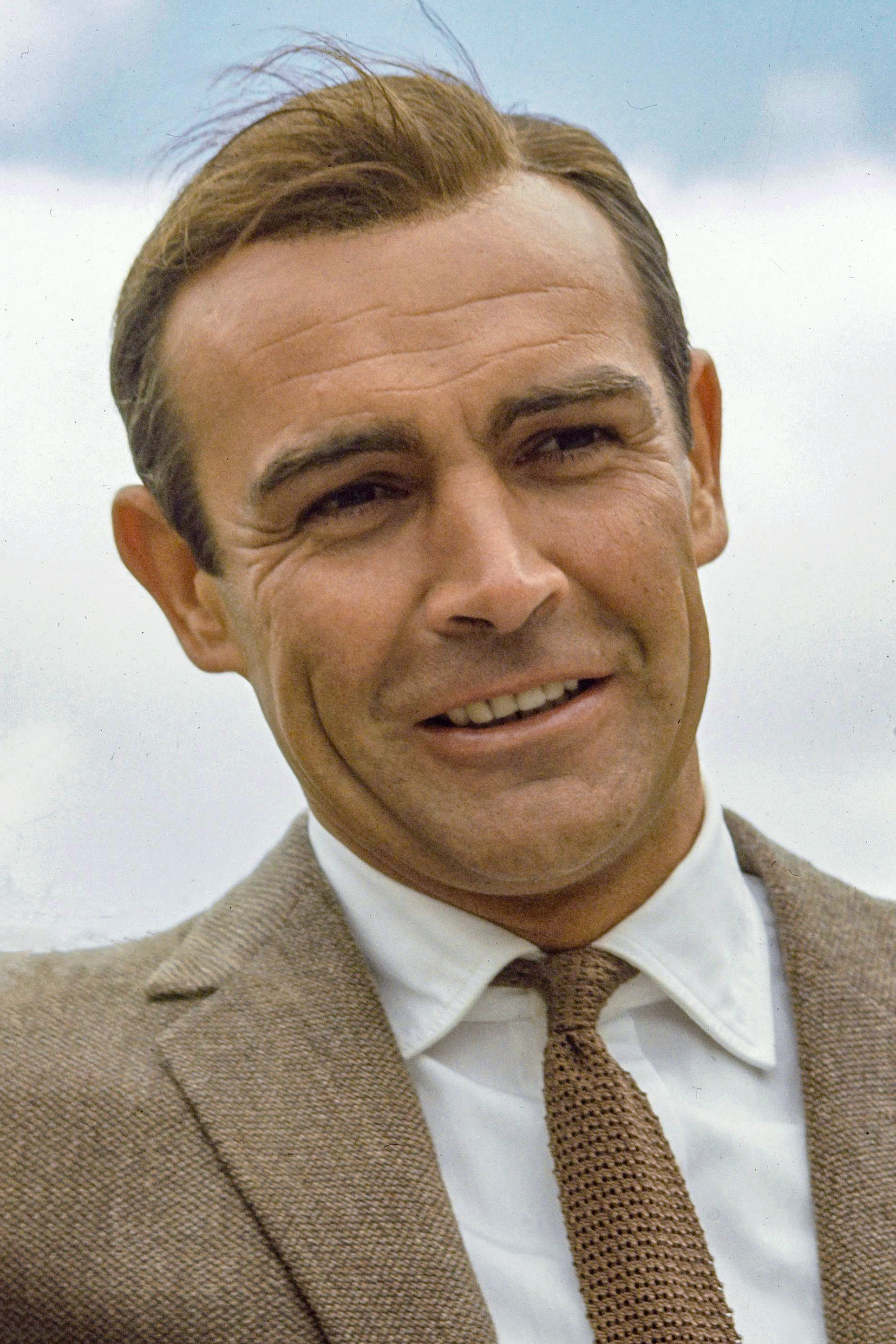
Connery jako James Bond w filmie Goldfinger (1964)

W tym samym roku brał udział w castingu do roli Jamesa Bonda. Początkowo zarówno producenci Harry Saltzman i Albert R. Broccoli, jak i twórca powieści o Bondzie – Ian Fleming – rozważali inne kandydatury, biorąc pod uwagę Richarda Todda, Cary’ego Granta czy Rogera Moore’a, lecz były one odrzucane. Również Connery nie zrobił dobrego wrażenia na Flemingu, ale postanowiono zaprosić go na spotkanie. Na nim również nie wypadł dobrze, jednak żona producenta – Dana Broccoli – przekonała męża, by dać Connery’emu szansę i dzięki temu dostał rolę Bonda. Wielki udział w przygotowywaniu Connery’ego do roli Jamesa Bonda miał reżyser Terence Young. Lois Maxwell, która w filmie zagrała Pannę Moneypenny, wspominała, że „Terence wziął Seana pod swoje skrzydła. Nauczył go wszystkiego – od tego, jak się ubierać, gdzie kupować koszule, aż po maniery przy stole”.

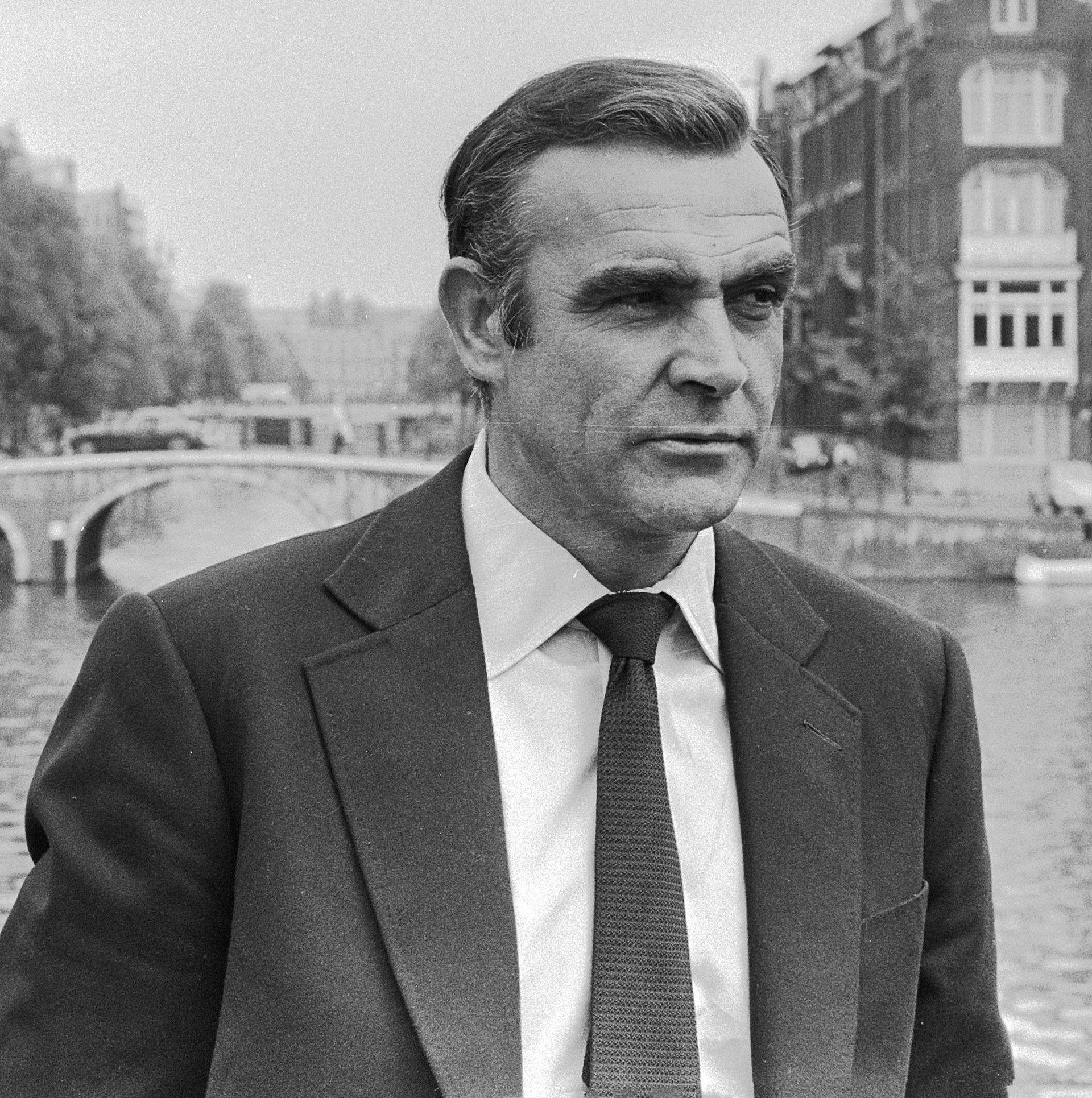
Connery podczas kręcenia filmu Diamenty są wieczne (1971)

W 1962 roku wyprodukowano pierwszy film z serii – Doktor No, który okazał się wielkim przebojem kinowym, zarabiając 60 milionów USD, przy budżecie wynoszącym 900 tys. dolarów. W 1999 roku film został umieszczony na 41. miejscu w rankingu 100 Najlepszych Filmów Brytyjskich opracowanym przez Brytyjski Instytut Filmowy. Kolejny film z serii pt. Pozdrowienia z Rosji stał się blockbusterem w kinach, przynosząc 79 mln dolarów przychodu na świecie, a także zdobył Nagrodę BAFTA za najlepsze zdjęcia. Rok później Connery zagrał w trzeciej produkcji o Bondzie pt. Goldfinger, który zarobił 125 milionów dolarów – już po dwóch tygodniach przychody pokryły koszty produkcji. Goldfinger został także pierwszym filmem z serii, który dostał Oscara, zdobywając nagrodę za najlepszy dźwięk. W grudniu 1965 roku miała miejsce premiera kolejnego filmu o Jamesie Bondzie – Operacja Piorun, która zarobiła najwięcej ze wszystkich siedmiu produkcji z udziałem szkockiego aktora – 141 200 000 dolarów (równowartość 1 mld 376 mln dolarów w 2023). Na 38. ceremonii rozdania Nagród Akademii Filmowej film zdobył Oscara za najlepsze efekty specjalne. Podczas kręcenia sceny z rekinami w basenie Emilio Largo doszło do bardzo niebezpiecznej sytuacji. Scenograf Ken Adam dla oddzielenia rekinów i aktora zbudował specjalną pleksiglasową przegrodę, jednak rekin zdołał się przedrzeć przez szparę i Connery ledwie uszedł z życiem. W 1967 roku po raz piąty wcielił się w postać agenta 007 w filmie Żyje się tylko dwa razy, który zarobił 112 mln dolarów. Po nakręceniu obrazu ogłoszono, że Connery rezygnuje z roli agenta 007. Aktor nie chciał być utożsamiany tylko z jednym bohaterem.
Przez kolejne 4 lata odpoczywał, między innymi grając w golfa, a także okazjonalnie pojawiając się w filmach. W 1971 roku, zachęcony czekiem na ponad milion dolarów, zagrał w kolejnym filmie z serii o Bondzie – Diamenty są wieczne, który odniósł wielki sukces komercyjny, przynosząc dochód wynoszący 116 mln dolarów. Zysk z filmu Connery przeznaczył na założony przez siebie Scottish International Educational Trust, który pomaga biednym, utalentowanym szkockim dzieciom. W 1973 roku odrzucił propozycję zagrania Bonda w filmie Żyj i pozwól umrzeć. 10 lat później jeszcze raz wystąpił w roli Bonda w filmie Nigdy nie mów nigdy, który nie jest zaliczany do kanonicznego cyklu (producentem był Warner Bros.). Aby dobrze przygotować się do tej roli, 53-letni aktor trenował pod okiem Stevena Seagala. Podczas treningów Seagal złamał mu nadgarstek, o czym Connery dowiedział się dopiero 10 lat później.
Connery i Roger Moore są rekordzistami pod względem liczby występów w roli Bonda, każdy z nich zagrał agenta 007 siedmiokrotnie. W 2003 roku Amerykański Instytut Filmowy umieścił postać Jamesa Bonda graną przez Connery’ego na trzecim miejscu listy najlepszych bohaterów w historii kina.

### Lata 1964–1986

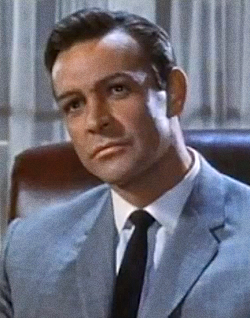
Connery w filmie Marnie (1964)

Podczas kręcenia filmów o Bondzie, Connery zaangażował się także w inne produkcje, występując w 1964 w dreszczowcu Marnie, wyreżyserowanym przez Alfreda Hitchcocka w roli Marka Rutlanda. Było to możliwe dzięki pomocy EON Productions, które, pomimo kontraktu z Connerym, zezwoliło mu na występ. Rok później zagrał w dramacie wojennym pt. Wzgórze, który został nominowany w sześciu kategoriach do nagrody BAFTA, z którą jedną wygrał – najlepsze zdjęcia. W 1968 wystąpił w westernie Shalako, grając razem z Brigitte Bardot oraz Stephenem Boydem. W listopadzie 1974 miała miejsce premiera filmu z jego udziałem Morderstwo w Orient Expressie. Obraz osiągnął sukces, będąc nominowany w sześciu kategoriach do Oscara, z którą jedną zdobył (dla najlepszej aktorki drugoplanowej – Ingrid Bergman). Dostał też 10 nominacji do nagrody BAFTA, zdobywając trzy z nich: John Gielgud dla najlepszego aktora drugoplanowego, Ingrid Bergman za najlepszą rolę drugoplanową i Richard Rodney Bennett za najlepszą muzykę. Rok później, razem z Michaelem Caine’em, zagrał w filmie przygodowym pt. Człowiek, który chciał być królem. Potem wcielił się w rolę Robina Hooda w filmie Powrót Robin Hooda, grając u boku Audrey Hepburn, grającej Lady Marion. W 1977 wystąpił w filmie O jeden most za daleko w reżyserii Richarda Attenborough, w którym zagrał brytyjskiego generała Roberta Urquharta.
W 1981 zagrał w produkcji Terry’ego Gilliama pt. Bandyci czasu. Rok później został lektorem filmu o Mistrzostwach Świata 1982 w Hiszpanii pt. G’olé!. W 1986 otrzymał angaż w kultowym filmie Nieśmiertelny.

### Lata 1987–2005

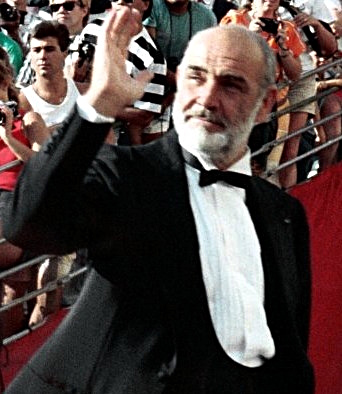
Connery na 60. ceremonii wręczenia Oscarów (1988)

W 1987 odbyła się premiera filmu z jego udziałem pt. Nietykalni – za rolę agenta Jima Malone’a otrzymał Oscara dla najlepszego aktora drugoplanowego, zdobył także Złotego Globa. W tej samej kategorii był także nominowany do nagrody BAFTA. W tym samym roku zgarnął tę nagrodę w kategorii najlepszego aktora pierwszoplanowego za występ w filmie Imię róży. W 1989 za rolę Henry’ego Jonesa Sr. w Indiana Jones i ostatnia krucjata został uwzględniony w liście nominowanych do nagród BAFTA i Złotego Globu w kategorii najlepszego aktora drugoplanowego. W 1990 wystąpił w roli głównej, grając dowódcę Marko Ramiusa, w filmie sensacyjnym Polowanie na Czerwony Październik, który był nominowany do Oscara w trzech kategoriach i zgarnął statuetkę za najlepszy dźwięk. Sam Connery był nominowany do nagrody BAFTA dla najlepszego aktora.
W 1996 wystąpił w filmie Twierdza, w którym zagrał obok Nicolasa Cage’a i Eda Harrisa. Film zarobił ponad 335 milionów dolarów i był nominowany do Oscara za Najlepszy Dźwięk, a Connery, wraz z Cage’em zdobył nagrodę podczas 6. gali MTV Movie Awards dla Najlepszego Duetu. Trzy lata później pojawił się w obrazie Osaczeni, który również osiągnął komercyjny sukces, inkasując 212 mln USD. W 2000 wcielił się w rolę Williama Forrestera w filmie Szukając siebie, za co został nominowany do nagrody Satelity dla najlepszego aktora, którą ostatecznie zdobył Geoffrey Rush.
W styczniu 1996 otrzymał Nagrodę im. Cecila B. DeMille’a za „wybitny wkład w rozwój kultury i rozrywki” przyznawaną przez Hollywoodzkie Stowarzyszenie Prasy Zagranicznej. W kwietniu 1999 został laureatem nagrody BAFTA Fellowship. W tym samym roku został nagrodzony Kennedy Center Honors.
W 1989 roku został okrzyknięty przez magazyn „People” najseksowniejszym mężczyzną świata. Do tej pory pozostaje najstarszym laureatem tego tytułu. W 1999 roku, natomiast został wyróżniony tytułem „najseksowniejszego mężczyzny minionego stulecia”. Odrzucił propozycję roli Gandalfa w serii Władca Pierścieni. Nie skorzystał także z oferty zagrania Albusa Dumbledore’a w serii filmów o Harrym Potterze. W 2003 zagrał w swoim ostatnim filmie, występując w Lidze niezwykłych dżentelmenów jako Allan Quatermain. Dwa lata później podłożył głos postaci Jamesa Bonda w grze komputerowej From Russia with Love, wyprodukowanej przez Electronic Arts. W 2005 zajął 3. miejsce w sondażu na najlepszego brytyjskiego aktora w historii przeprowadzonego na zlecenie teatru The Old Vic.

## Emerytura

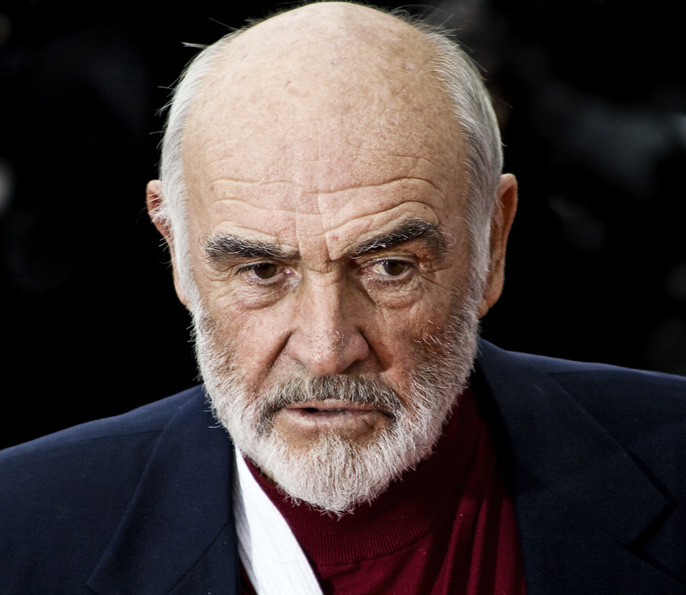
Connery na Międzynarodowym Festiwalu Filmowym w Edynburgu (2008)

8 czerwca 2006, odbierając nagrodę za całokształt twórczości przyznawaną przez Amerykański Instytut Filmowy, Connery ogłosił swoją filmową emeryturę. Po ukończeniu 80 lat Connery przyznał, że nie zamierza już wystąpić w żadnym filmie.
Pomimo zapowiedzi reżysera Stevena Spielberga, w czerwcu 2007 poinformował, że nie zagra w 4. filmie z serii o Indianie Jonesie – Indiana Jones i Królestwo Kryształowej Czaszki, stwierdzając, że „stan spoczynku jest o wiele bardziej zabawny”. Był brany pod uwagę jako Kincaide w filmie Skyfall (rolę zagrał Albert Finney), co potwierdził reżyser Sam Mendes. Ponadto był wymieniany wśród kandydatów do gry w Niezniszczalnych 3.
W 2012 powrócił z aktorskiej emerytury, użyczając głosu w animowanym filmie pt. Sir Billi, którego został także producentem. W tym samym roku został narratorem filmu dokumentalnego Ever to Excel, opowiadającego o najstarszym szkockim uniwersytecie University of St Andrews.

## Odznaczenia i uhonorowanie
W 1987 został odznaczony francuskim Orderem Sztuki i Literatury. W 1991 został uhonorowany najwyższym francuskim odznaczeniem – Legią Honorową. 5 lipca 2000 na uroczystości w Pałacu Holyrood w Edynburgu królowa Elżbieta II nadała mu tytuł szlachecki – Knight Bachelor – za zasługi dla branży filmowej. Przed tym, w latach 1997 i 1998 był kandydatem do pasowania, jednak jego kandydaturę, z powodów politycznych, miał zawetować minister ds. Szkocji w rządzie Tony’ego Blaira, Donald Dewar. 11 marca 2003 został Wielkim Oficerem Orderu Manuela Amadora Guerrero.
W 1988 został doktorem honoris causa University of St Andrews. 19 czerwca 2009 został uhonorowany tytułem doktora honoris causa przez uniwersytet Edinburgh Napier University. 27 stycznia 2011 przed siedzibą towarzystwa The Scottish Club w Tallinie odsłonięto wykonane z brązu popiersie Connery’ego. W 1991 został honorowym obywatelem miasta Edynburga.

## Życie prywatne

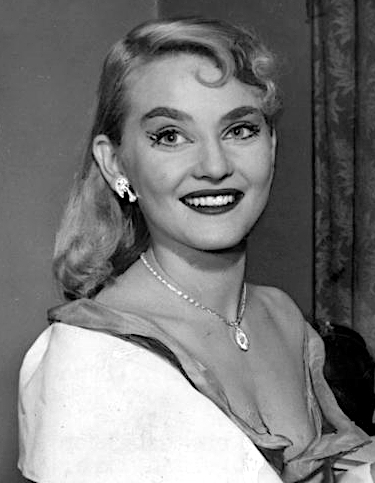
Diane Cilento (na zdj. w 1954), pierwsza żona Connery’ego

W 1962 po nakręceniu filmu Doktor No ożenił się z Diane Cilento. Ślub wzięli na Gibraltarze. Od 1971 żyli w separacji, a dwa lata później Connery rozwiódł się z Cilento. Para miała syna Jasona (ur. 1963), który również został aktorem. 6 maja 1975 ożenił się z Micheline Roquebrune, z którą był aż do śmierci.
W młodości kibicował Celticowi, a później został kibicem największego rywala Celticu – drużyny Rangers. Amatorsko grywał także w golfa. Na początku lat 70. został członkiem klubu Royal and Ancient Golf Club of St Andrews.

### Poglądy polityczne
Connery był zwolennikiem odłączenia się Szkocji od Wielkiej Brytanii i tym samym uznania jej niepodległości. Został członkiem Szkockiej Partii Narodowej, która działa na rzecz niepodległości Szkocji. W wywiadzie z 2008 stwierdził: „Zawsze miałem nadzieję, że nadejdzie ten dzień. Teraz jestem pewien bardziej niż kiedykolwiek, że Szkocja jest bardzo blisko zdobycia niepodległości”. W 2014, podczas referendum niepodległościowym w Szkocji, opowiadał się za głosowaniem za niepodległością Szkocji twierdząc, że: „to okazja zbyt dobra, aby ją przegapić”. Ostatecznie jednak Szkoci opowiedzieli się za pozostaniem w Wielkiej Brytanii.

### Śmierć
Zmarł 31 października 2020 roku we śnie w swoim domu w Nassau, stolicy Bahamów, w wieku 90 lat z powodu niewydolności serca. Aktor od dłuższego czasu walczył też z zapaleniem płuc, a także cierpiał na demencję i chorobę Alzheimera. Po śmierci osoby ze świata kultury, a także wielu innych ludzi oddało mu hołd m.in.: Sam Neill, Nicolas Cage, Robert De Niro, Michael Bay, Donald Trump, Nicola Sturgeon, Tippi Hedren, Alec Baldwin, Hugh Jackman, George Lucas, Shirley Bassey, Kevin Costner, Catherine Zeta-Jones, Barbra Streisand, John Cleese, Jane Seymour i Harrison Ford, a także inni odtwórcy roli Jamesa Bonda: George Lazenby, Timothy Dalton, Pierce Brosnan i Daniel Craig.
Ciało Connery’ego zostało skremowane na Bahamach, a prochy – zgodnie z jego ostatnim życzeniem – miały być rozsypane w rodzinnej Szkocji (według planów rodziny po pandemii COVID-19), co spełniło się dwa lata później, w 2022.

## Filmografia

### Filmy
| Rok  | Film                              | Rola                 | Rok  | Film                              | Rola                            |
| ---- | --------------------------------- | -------------------- | ---- | --------------------------------- | ------------------------------- |
| 1954 | Lilacs in the Spring              | Statysta             | 1977 | O jeden most za daleko            | Robert Urquhart                 |
| 1957 | O życie dziecka                   | Spawacz              | 1978 | Wielki napad na pociąg            | Edward Pierce                   |
| 1957 | No Road Back                      | Spike                | 1979 | Meteor                            | Paul Bradley                    |
| 1957 | Hell Drivers                      | Johnny Kates         | 1979 | Kuba                              | Robert Dapes                    |
| 1957 | Tygrysy wojny                     | Mike                 | 1981 | Odległy ląd                       | William T. O’Niel               |
| 1958 | Inne miejsce                      | Mark Trevor          | 1981 | Bandyci czasu                     | Agamemnon/Strażak               |
| 1959 | Wielka przygoda Tarzana           | O’Bannion            | 1982 | Gdy zło jest dobrem               | Patrick Hale                    |
| 1959 | Darby O'Gill i krasnoludki        | Michael McBride      | 1982 | Na skraju przepaści               | Douglas Meredith                |
| 1961 | The Frightened City               | Paddy Damion         | 1983 | Nigdy nie mów nigdy               | James Bond                      |
| 1961 | On the Fiddle                     | Pedlar Pascoe        | 1984 | Miecz bohaterów                   | Zielony Rycerz                  |
| 1962 | Najdłuższy dzień                  | Szeregowiec Flanagan | 1986 | Nieśmiertelny                     | Juan Sánchez-Villalobos Ramírez |
| 1962 | Doktor No                         | James Bond           | 1986 | Imię róży                         | Wilhelm z Baskerville           |
| 1963 | Pozdrowienia z Rosji              | James Bond           | 1987 | Nietykalni                        | Jim Malone                      |
| 1964 | Goldfinger                        | James Bond           | 1988 | Presidio                          | Alan Caldwell                   |
| 1964 | Intrygantka                       | Anthony Richmond     | 1988 | Moje wspomnienia                  | on sam                          |
| 1964 | Marnie                            | Mark Rutland         | 1989 | Rodzinny interes                  | Jessie McMullen                 |
| 1965 | Wzgórze                           | Joe Roberts          | 1989 | Indiana Jones i ostatnia krucjata | Henry Jones Sr.                 |
| 1965 | Operacja Piorun                   | James Bond           | 1990 | Polowanie na Czerwony Październik | Marko Ramius                    |
| 1966 | Nowy Świat                        | on sam               | 1990 | Wydział Rosja                     | Bartholomew Blair               |
| 1966 | Przyjemne szaleństwo              | Samson Shillitoe     | 1991 | Robin Hood: Książę złodziei       | Ryszard Lwie Serce              |
| 1967 | Żyje się tylko dwa razy           | James Bond           | 1991 | Nieśmiertelny 2                   | Juan Sánchez-Villalobos Ramírez |
| 1968 | Shalako                           | Shalako              | 1992 | Uzdrowiciel z tropików            | Robert Campbell                 |
| 1969 | Czerwony Namiot                   | Roald Amundsen       | 1993 | Wschodzące słońce                 | John Connor                     |
| 1970 | Molly Maguires                    | Jack Kehoe           | 1994 | Dobry człowiek w Afryce           | Alex Murray                     |
| 1971 | Taśmy prawdy                      | Duke Anderson        | 1995 | W słusznej sprawie                | Paul Armstrong                  |
| 1971 | Diamenty są wieczne               | James Bond           | 1995 | Rycerz króla Artura               | Król Artur                      |
| 1972 | España campo de golf              | on sam               | 1996 | Twierdza                          | John Patrick Mason              |
| 1973 | Agresja                           | Sierżant Johnson     | 1996 | Ostatni smok                      | Draco (głos)                    |
| 1974 | Zardoz                            | Zed                  | 1998 | Rewolwer i melonik                | Sir August De Wynter            |
| 1974 | Morderstwo w Orient Expressie     | Pułkownik Arbuthnott | 1998 | Gra w serca                       | Paul                            |
| 1975 | Wiatr i lew                       | Mulay el-Raisuli     | 1999 | Osaczeni                          | Robert MacDougal                |
| 1975 | Godziny grozy                     | Nils Tahlvik         | 2000 | Szukając siebie                   | William Forrester               |
| 1975 | Człowiek, który chciał być królem | Daniel Dravot        | 2003 | Liga niezwykłych dżentelmenów     | Allan Quatermain                |
| 1976 | Arabski spisek                    | Khalil Abdul-Muhsen  | 2012 | Sir Billi                         | Sir Billi (głos)                |
| 1976 | Powrót Robin Hooda                | Robin Hood           |      |                                   |                                 |

### Telewizja
| Rok       | Tytuł                       | Rola                  | Uwagi                                                   |
| --------- | --------------------------- | --------------------- | ------------------------------------------------------- |
| 1956      | Dixon of Dock Green         | Joe Brasted           | serial, odcinek: Ladies of the Manor                    |
| 1956      | The Condemned               | Wykonawca             | film                                                    |
| 1956      | Sailor of Fortune           | Achmed                | serial, odcinek: The Crescent and the Star              |
| 1956      | The Jack Benny Program      | Portier               | serial, odcinek: Jack and Mary in Rome                  |
| 1957      | Sunday Night Theatre        | Harlan McClintok      | serial, odcinek: Blood Money                            |
| 1957      | Television Playhouse        | Mat Burke             | serial, odcinek: Anna Christie                          |
| 1958      | Women in Love               | Johnnie               | film                                                    |
| 1958      | Armchair Theatre            | Wykonawca             | serial, odcinek: The Boy with Meat Axe                  |
| 1959      | The Magical World of Disney | Michael MacBridge     | serial, odcinek: I Captured the King of the Leprechauns |
| 1959–1960 | Play of the Week            | różne role            | serial, 4 odcinki                                       |
| 1960      | Sunday Night Theatre        | Julien                | serial, dcinek: Colombe                                 |
| 1960      | An Age of Kings             | Harry Hotspur         | serial, 5 odcinków                                      |
| 1960      | Without the Grail           | Innes Corrie          | film                                                    |
| 1961      | Adventure Story             | Aleksander Macedoński | film                                                    |
| 1961      | Anna Karenina               | Aleksiej Wroński      | film                                                    |
| 1961      | Makbet                      | Makbet                | film                                                    |
| 1967      | The Bowler and the Bunnet   | on sam                | program dokumentalny, także reżyser                     |
| 1969      | Male of the Species         | MacNeil               | film                                                    |
| 1969      | Sunday Night Theatre        | MacNeil               | film                                                    |
| 2003      | Freedom: A History of US    | John Muir             | serial, odcinek: Yearning to Breathe Free               |
| 2009      | Modern Greeks: C.P. Cavafy  | Narrator              | program dokumentalny                                    |

### Teatr
| Rok  | Tytuł | Rola      | Miejsce                  |
| ---- | ----- | --------- | ------------------------ |
| 1998 | Art   | Producent | Royale Theatre, Broadway |

### Gry komputerowe
| Rok  | Tytuł                 | Rola       | Źródła        |
| ---- | --------------------- | ---------- | ------------- |
| 2005 | From Russia with Love | James Bond | [ 89 ] [ 90 ] |

## Nagrody

### Nagrody filmowe
| Nagroda                   | Rok  | Film                              | Kategoria                       | Rezultat  | Źródła  |
| ------------------------- | ---- | --------------------------------- | ------------------------------- | --------- | ------- |
| Nagroda Akademii Filmowej | 1987 | Nietykalni                        | Najlepszy aktor drugoplanowy    | Wygrana   | [ 136 ] |
| Nagroda BAFTA             | 1987 | Imię róży                         | Najlepszy aktor                 | Wygrana   | [ 137 ] |
| Nagroda BAFTA             | 1987 | Nietykalni                        | Najlepszy aktor drugoplanowy    | Nominacja | [ 138 ] |
| Nagroda BAFTA             | 1989 | Indiana Jones i ostatnia krucjata | Najlepszy aktor drugoplanowy    | Nominacja | [ 139 ] |
| Nagroda BAFTA             | 1990 | Polowanie na Czerwony Październik | Najlepszy aktor                 | Nominacja | [ 140 ] |
| Nagroda BAFTA             | 1998 |                                   | BAFTA Fellowship                | Wygrana   | [ 141 ] |
| Złoty Glob                | 1965 |                                   | Nagroda Henrietty               | Nominacja | [ 142 ] |
| Złoty Glob                | 1968 |                                   | Nagroda Henrietty               | Nominacja | [ 143 ] |
| Złoty Glob                | 1972 |                                   | Nagroda Henrietty               | Wygrana   | [ 144 ] |
| Złoty Glob                | 1987 | Nietykalni                        | Najlepszy aktor drugoplanowy    | Wygrana   | [ 145 ] |
| Złoty Glob                | 1989 | Indiana Jones i ostatnia krucjata | Najlepszy aktor drugoplanowy    | Nominacja | [ 146 ] |
| Złoty Glob                | 1995 |                                   | Nagroda im. Cecila B. DeMille’a | Wygrana   | [ 147 ] |

### Wyróżnienia
- Doktor honoris causa:
  - University of St Andrews (1988)[107]
  - Edinburgh Napier University (2009)[108]
- Honorowe obywatelstwo miasta Edynburga (1991)[111]
- Kennedy Center Honors (1999)[82]
- Europejska Nagroda Filmowa za osiągnięcia życia (2005)[148]
- Nagroda za całokształt twórczości Amerykańskiego Instytutu Filmowego (2006)[149]